# وایولت ئی. پاول
وایولت ئی. پاول (انگلیسی: Violet E. Powell) فیلم‌نامه‌نویس اهل بریتانیا بود. وی بین سال‌های ۱۹۲۵ تا ۱۹۳۴ میلادی فعالیت می‌کرد.
از فیلم‌هایی که وی در آن‌ها نقش داشته‌است، می‌توان به کیتی و بهشت اشاره نمود.